# Enlav
Enlav (Vulpicida juniperinus) är en lavart som först beskrevs av L., och fick sitt nu gällande namn av J. -E. Mattsson & M. J. Lai. Enlav ingår i släktet Vulpicida och familjen Parmeliaceae.  Arten är reproducerande i Sverige. Inga underarter finns listade i Catalogue of Life.

## Källor

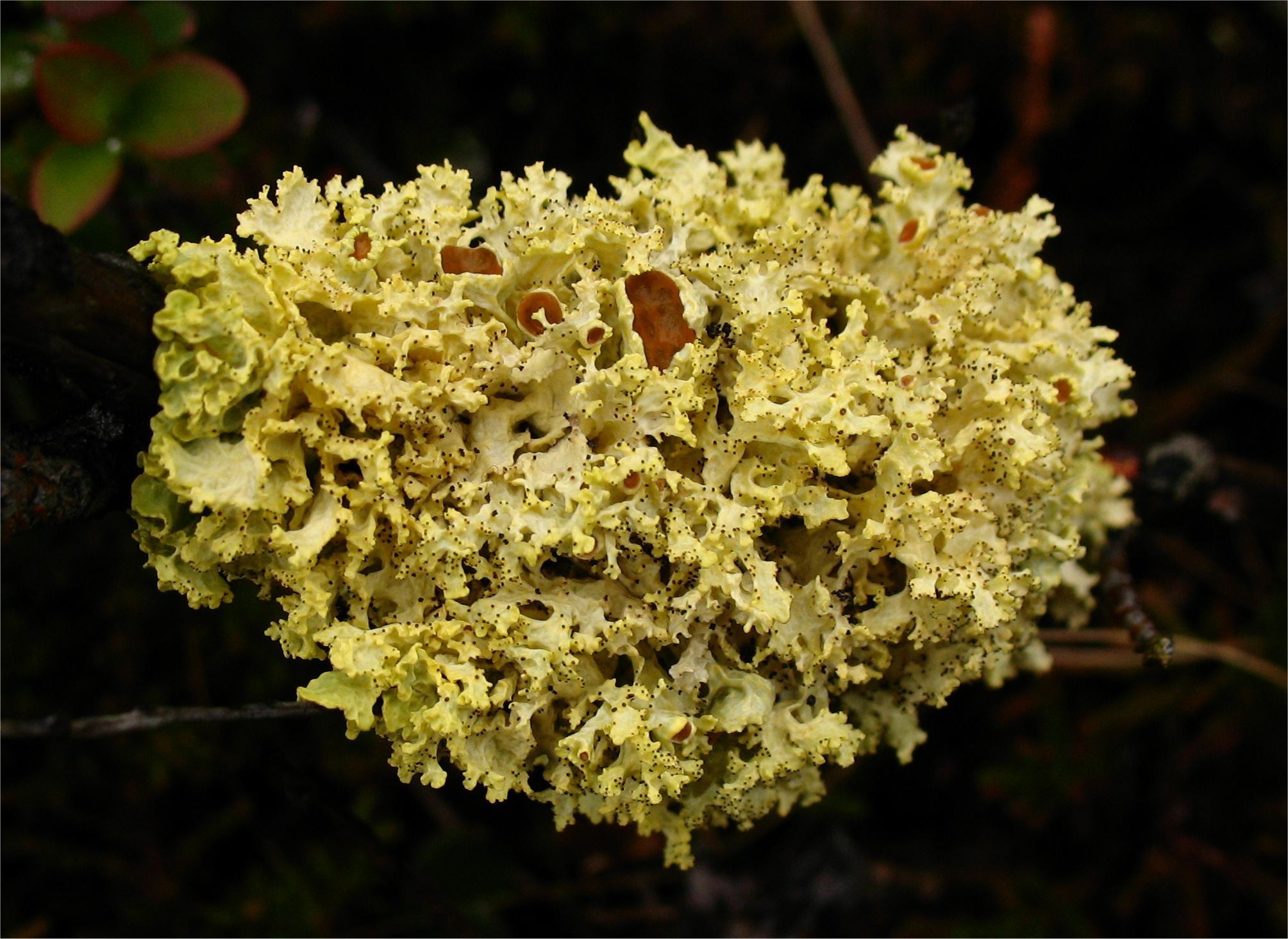